# Spider Attack – Achtbeinige Monster
Spider Attack – Achtbeinige Monster (Originaltitel: Spiders) ist ein US-amerikanischer Science-Fiction-Tierhorrorfilm aus dem Jahr 2000. Regie führte Gary Jones.

## Handlung
An Bord eines Space Shuttles führt die US-Regierung gemeinsam mit dem Militär das geheime Experiment Mother in Law („Schwiegermutter“) durch, bei dem Spinnen genetisch verändert werden. Das Experiment verläuft unerwartet, die Tiere töten offensichtlich die Besatzung und das Shuttle stürzt ab. Die drei Nachwuchsreporter Marci, Slick und Jake erkunden währenddessen ein verlassenes Gelände in der Nähe von Los Angeles, auf dem Marci einen geheimen Armeestützpunkt vermutet. Sie werden Zeugen des Absturzes des Shuttles und finden im Inneren einen Überlebenden, der jedoch schwer verletzt ist. Als unmittelbar darauf der Versuchsleiter Gray und das Militär anrücken, scheint Gray mehr an der Spinne im Raumschiff interessiert als am Schicksal der Astronauten. Die Reporter verstecken sich auf einem der großen Jeeps, mit dem sie in einen geheimen unterirdischen Stützpunkt gelangen. Als sie versuchen, Kontakt mit dem Schwerverletzten aufzunehmen, der ebenfalls in die Basis gebracht wurde, platzt dessen Körper auf und eine große Spinne kommt zum Vorschein, die dessen medizinische Begleiter tötet. Während des Versuchs, den unterirdischen Stützpunkt wieder zu verlassen, erfahren Marci, Slick und Jake, dass die Spinnen mit außerirdischer DNA behandelt wurden, um sie als biologische Waffen einzusetzen. Die entflohene Spinne vermehrt sich unterdessen, indem sie in ihre Opfer Eier einpflanzt, aus denen neue und immer größere Riesenspinnen schlüpfen. Auch Slick und Jake fallen den Ungeheuern zum Opfer. Einige Soldaten versuchen unter der Führung von Agent Gray, eine der Spinnen lebend zu fangen, um das Experiment fortsetzen zu können. Alle bis auf Gray und John Murphy werden getötet. Marci und Murphy, die sich verbünden, gelingt es, aus der Basis zu fliehen. Gray bleibt zurück und wird von einer der Riesenspinnen attackiert.
Marci und Murphy eilen in die Redaktion von Marcis Zeitung, um das Experiment öffentlich zu machen. Dort werden sie jedoch von Gray erwartet, ebenfalls Wirt der Spinne. Als dessen Körper aufplatzt, kommt ein  Exemplar zum Vorschein, das sich zu Hausgröße entfaltet. Das Ungeheuer bewegt sich in die Innenstadt von L.A., wobei ihr mehrere Menschen zum Opfer fallen. Marci und Murphy folgen ihr per Helikopter, und schließlich gelingt es ihnen, die Monsterspinne auf dem Los Angeles Convention Center mit einer Panzerfaust zu töten.

## Fortsetzung
Im Jahr 2001 erschien die Fortsetzung Spiders 2.

## Rezeption
Die Redaktion von Cinema beschreibt Spider Attack – Achtbeinige Monster als „Sci-Fi-Horrormurks der spinnerten Art“ und urteilt: „‚Trashantula‘: Mist, aber recht amüsant“. Auch bei Treffpunkt: Kritik wird der Film negativ bewertet, bemängelt werden unter anderem die Story, die Schauspieler, die Effekte, die Inszenierung allgemein und die deutsche Synchronisation. Das Fazit fällt dementsprechend schlecht aus: „Für Fans des schnellen Splatters vielleicht interessant […]; alle anderen, die […] halbwegs gut gemachte B-Filme zu schätzen wissen, sollten einen Bogen um diesen jämmerlichen Filmversuch machen.“ Marcus Littwin äußert sich auf der Seite Tierhorror.de dagegen fast durchweg positiv über den Film. Er beschreibt Spider Attack als „edlen Sci-Fi Spinnentrash“, der im Vergleich zu den sonstigen Veröffentlichungen der Produktionsfirma Nu Image eine „löbliche Ausnahme“ darstellt und urteilt: „Der Film macht Spaß, und mehr soll er auch nicht.“